# Varanus bushi
Varanus bushi (варан Буша) — вид плазунів з родини варанових. Вид названо на честь природознавця Браяна Буша, який зробив величезний внесок у знання про герпетофауну Західної Австралії та зокрема про регіоні Пілбара.

## Екологія
Ендемік регіону Пілбара Західної Австралії, де значною мірою проживає на хребті Пілбари.
Деревний вид. Зазвичай зустрічається в щілинах дерев або кори. Був знайдений на огорожах і періодично під поваленими колодами. 

## Опис
Дрібний член підроду Odatria.

## Використання
Цей вид зустрічається в торгівлі домашніми тваринами принаймні в Австралії.

## Загрози й охорона
Зарості мульги чутливі до вогню, що призводить до постійного зниження цього середовища існування, але цей вид не є прив'язаний до цього середовища проживання.
Цей вид був зафіксований у національному парку Мілстрім-Чічестер та Національному парку Каріджіні. Вид занесений до додатку II CITES.